# Autreville (Aisne)
Pour les articles homonymes, voir Autreville.
Autreville est une commune française située dans le département de l'Aisne en région Hauts-de-France.

## Géographie

### Hydrographie

#### Réseau hydrographique
La commune est située dans le bassin Seine-Normandie. Elle est drainée par le ru de Greves, le canal 01 de la commune de Autreville, le canal Saint-Lazare et le ruisseau de Marizelle,,.
Le ru de Greves, d'une longueur de 10 km, prend sa source dans la commune de Amigny-Rouy et se jette  dans l'Ailette à Bichancourt, après avoir traversé six communes.

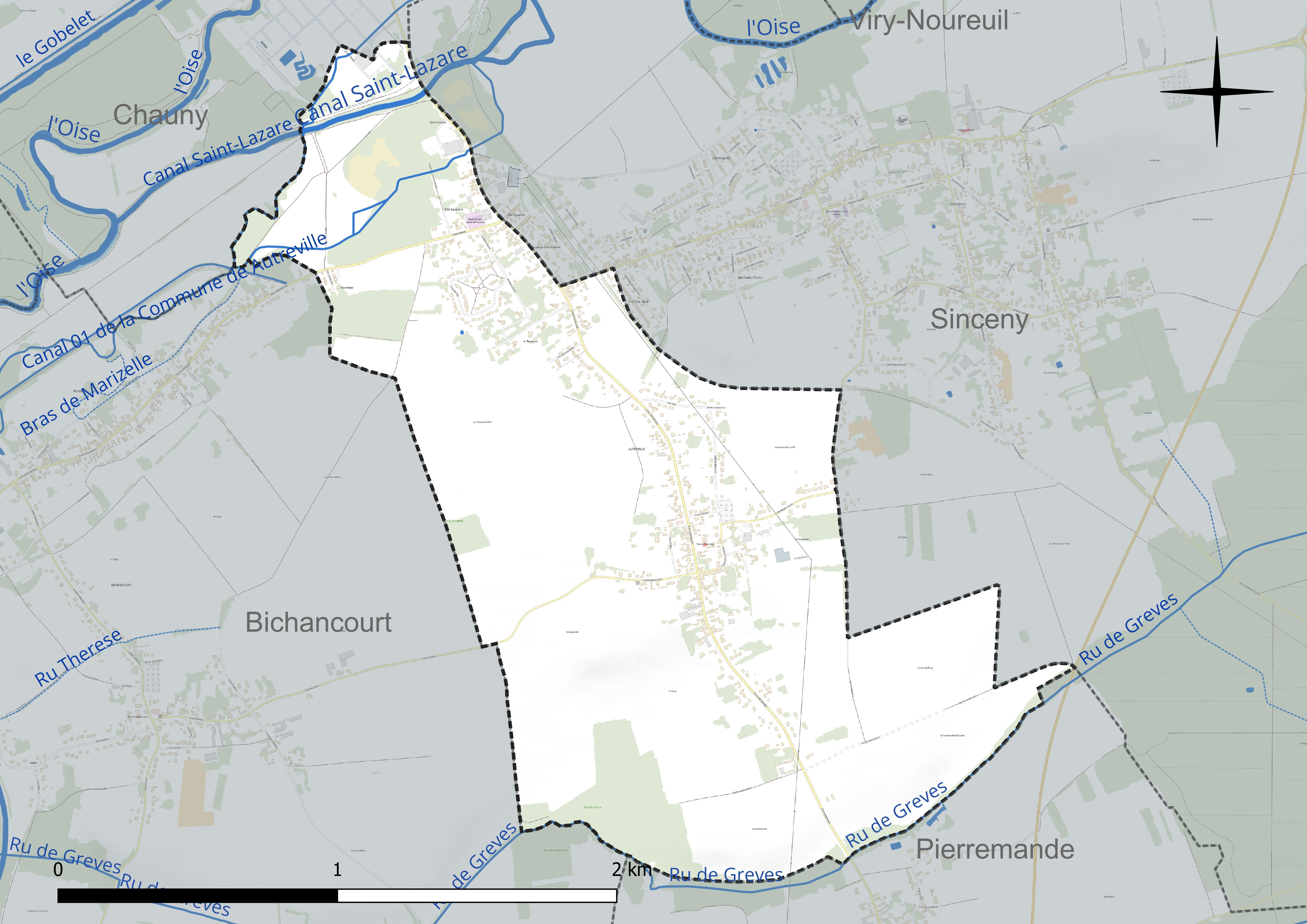
Réseau hydrographique d'Autreville.

#### Gestion et qualité des eaux
Le territoire communal est couvert par le schéma d'aménagement et de gestion des eaux (SAGE) « Oise moyenne ». Ce document de planification concerne un territoire de 1 013 km2 de superficie, délimité par le bassin versant de l'Oise moyenne. Le périmètre a été arrêté le 24 avril 2017 et le SAGE est, en 2024, encore en élaboration. La structure porteuse de l'élaboration et de la mise en œuvre est le syndicat mixte du SAGE Oise-Moyenne (SMOM).
La qualité des cours d'eau peut être consultée sur un site spécial géré par les agences de l'eau et l'Agence française pour la biodiversité.

### Climat
Pour des articles plus généraux, voir Climat des Hauts-de-France et Climat de l'Aisne.
En 2010, le climat de la commune est de type climat océanique dégradé des plaines du Centre et du Nord, selon une étude du CNRS s'appuyant sur une série de données couvrant la période 1971-2000. En 2020, Météo-France publie une typologie des climats de la France métropolitaine dans laquelle la commune est dans une zone de transition entre le climat océanique et le climat océanique altéré et est dans la région climatique Nord-est du bassin Parisien, caractérisée par un ensoleillement médiocre, une pluviométrie moyenne régulièrement répartie au cours de l'année et un hiver froid (3 °C).
Pour la période 1971-2000, la température annuelle moyenne est de 10,6 °C, avec  une amplitude thermique annuelle de 15,2 °C. Le cumul annuel moyen de précipitations est de 708 mm, avec 11,7 jours de précipitations en janvier et 9,1 jours en juillet. Pour la période 1991-2020 la température moyenne annuelle observée sur la station météorologique la plus proche, située sur la commune de Chauny à 4 km à vol d'oiseau, est de 11,1 °C et le cumul annuel moyen de précipitations est de 709,9 mm,. Pour l'avenir, les paramètres climatiques de la commune estimés pour 2050 selon différents scénarios d'émission de gaz à effet de serre sont consultables sur un site spécial publié par Météo-France en novembre 2022.

## Urbanisme

### Typologie
Au 1er janvier 2024, Autreville est catégorisée bourg rural, selon la nouvelle grille communale de densité à 7 niveaux définie par l'Insee en 2022.
Elle appartient à l'unité urbaine de Chauny, une agglomération intra-départementale dont elle est une commune de la banlieue,. Par ailleurs la commune fait partie de l'aire d'attraction de Chauny, dont elle est une commune de la couronne,. Cette aire, qui regroupe 23 communes, est catégorisée dans les aires de moins de 50 000 habitants,.

### Occupation des sols
L'occupation des sols de la commune, telle qu'elle ressort de la base de données européenne d'occupation biophysique des sols Corine Land Cover (CLC), est marquée par l'importance des territoires agricoles (72 % en 2018), en diminution par rapport à 1990 (73,8 %). La répartition détaillée en 2018 est la suivante : 
terres arables (54,3 %), zones urbanisées (22,4 %), zones agricoles hétérogènes (13,1 %), prairies (4,6 %), forêts (4,3 %), zones industrielles ou commerciales et réseaux de communication (1,3 %).
L'évolution de l'occupation des sols de la commune et de ses infrastructures peut être observée sur les différentes représentations cartographiques du territoire : la carte de Cassini (XVIIIe siècle), la carte d'état-major (1820-1866) et les cartes ou photos aériennes de l'IGN pour la période actuelle (1950 à aujourd'hui).

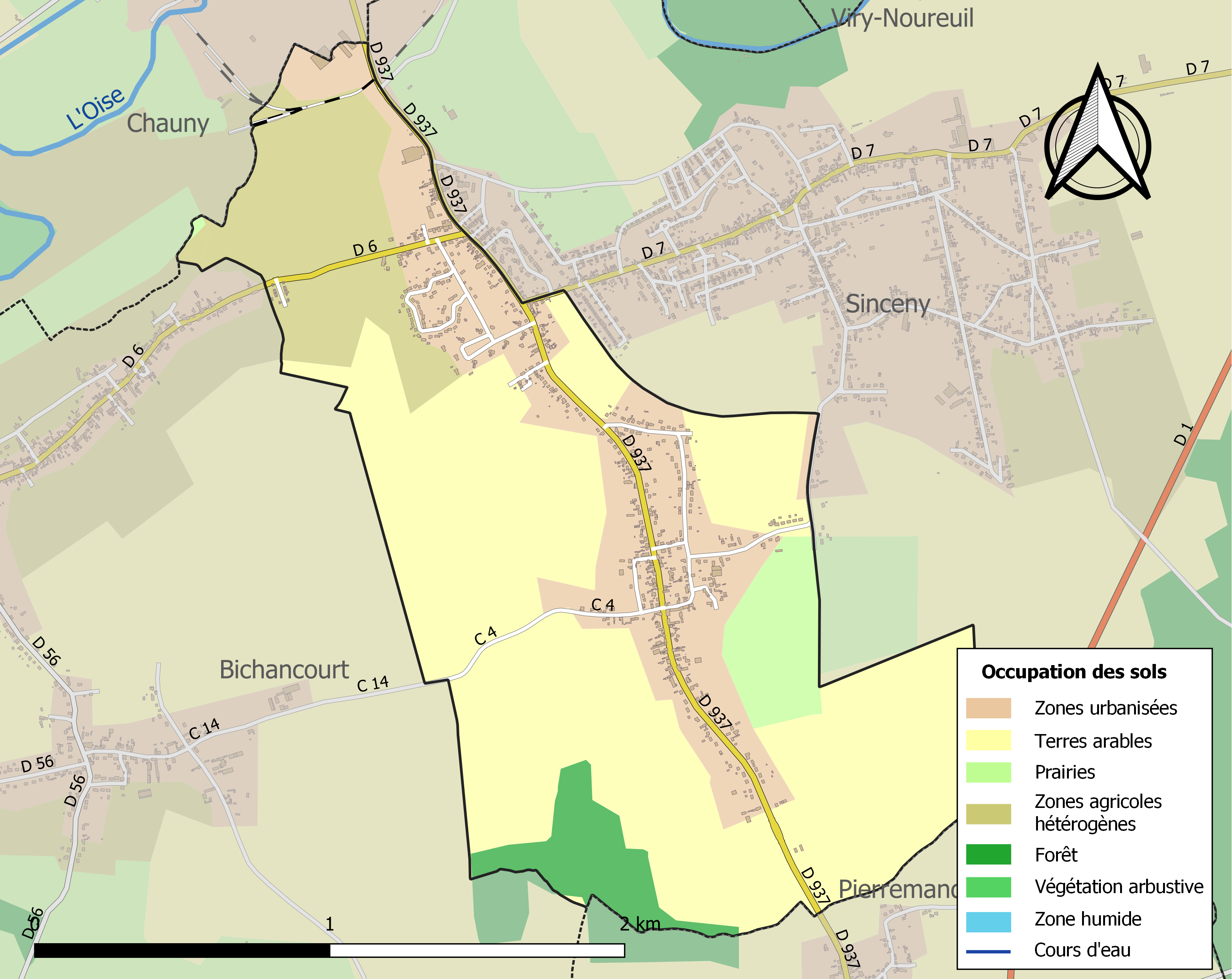
Carte des infrastructures et de l'occupation des sols de la commune en 2018 (CLC).

## Toponymie
Autreville a porté ces divers noms : Altreïvilla et Autreville-le-Long[Quand ?], sous les formes Autreivilla (867) ; Altavilla (1145) ; Altivilla (1153) ; Autrevilla (1407) ; Aultreville (1569).

## Histoire

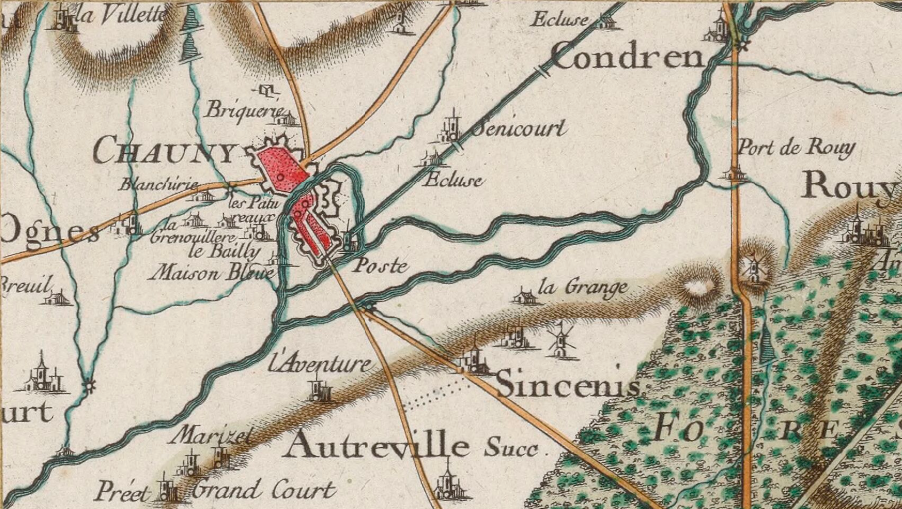
Autreville et Sinceny sur la carte de Cassini (XVIIIe siècle).

En 1836, la commune de Sinceny-Autreville est scindée en deux parties. Le hameau d'Autreville de l'ancienne commune devient ainsi une commune indépendante.

## Politique et administration

### Découpage territorial
La commune d'Autreville est membre de la communauté d'agglomération Chauny-Tergnier-La Fère, un établissement public de coopération intercommunale (EPCI) à fiscalité propre créé le 1er janvier 2017 dont le siège est à Chauny. Ce dernier est par ailleurs membre d'autres groupements intercommunaux.
Sur le plan administratif, elle est rattachée à l'arrondissement de Laon, au département de l'Aisne et à la région Hauts-de-France. Sur le plan électoral, elle dépend du  canton de Chauny pour l'élection des conseillers départementaux, depuis le redécoupage cantonal de 2014 entré en vigueur en 2015, et de la quatrième circonscription de l'Aisne  pour les élections législatives, depuis le dernier découpage électoral de 2010.

### Administration municipale
| Période                                  | Période                   | Identité         | Étiquette | Qualité                                                    |
| ---------------------------------------- | ------------------------- | ---------------- | --------- | ---------------------------------------------------------- |
| Les données manquantes sont à compléter. |                           |                  |           |                                                            |
| avant 1877                               | après 1879                | Brochart         |           |                                                            |
| avant 1995                               | ?                         | Jean Granero     |           |                                                            |
| mars 2001                                | mai 2020                  | Francis Garcis   | DVG       | Retraité de l'enseignement Réélu pour le mandat 2014-2020, |
| mai 2020                                 | En cours (au 28 mai 2020) | Michel Babilotte |           |                                                            |

## Démographie

### Évolution

#### Autreville
Depuis 1836, la commune d'Autreville est indépendante à la suite de la scission en deux parties de Sinceny-Autreville.
L'évolution du nombre d'habitants est connue à travers les recensements de la population effectués dans la commune depuis 1836. Pour les communes de moins de 10 000 habitants, une enquête de recensement portant sur toute la population est réalisée tous les cinq ans, les populations de référence des années intermédiaires étant quant à elles estimées par interpolation ou extrapolation. Pour la commune, le premier recensement exhaustif entrant dans le cadre du nouveau dispositif a été réalisé en 2007.

En 2022, la commune comptait 791 habitants, en évolution de −2,94 % par rapport à 2016 (Aisne : −1,97 %, France hors Mayotte : +2,11 %).
| 1836 | 1841 | 1846 | 1851 | 1856 | 1861 | 1866 | 1872 | 1876 |
| ---- | ---- | ---- | ---- | ---- | ---- | ---- | ---- | ---- |
| 284  | 319  | 305  | 317  | 306  | 321  | 336  | 818  | 946  |

| 1881 | 1886  | 1891  | 1896  | 1901  | 1906 | 1911  | 1921 | 1926 |
| ---- | ----- | ----- | ----- | ----- | ---- | ----- | ---- | ---- |
| 932  | 1 055 | 1 046 | 1 076 | 1 045 | 974  | 1 034 | 589  | 668  |

| 1931 | 1936 | 1946 | 1954 | 1962 | 1968 | 1975 | 1982 | 1990 |
| ---- | ---- | ---- | ---- | ---- | ---- | ---- | ---- | ---- |
| 623  | 638  | 576  | 621  | 593  | 589  | 621  | 579  | 749  |

| 1999 | 2006 | 2007 | 2012 | 2017 | 2022 | - | - | - |
| ---- | ---- | ---- | ---- | ---- | ---- | - | - | - |
| 760  | 820  | 827  | 826  | 814  | 791  | - | - | - |

#### Sinceny-Autreville
Avant la scission en deux communes de Sinceny-Autreville en 1836, le dénombrement de la population de 1793 à 1836 d'Autreville est incluse avec celle de Sinceny dans l'évolution démographique de Sinceny-Autreville.

## Culture locale et patrimoine

### Lieux et monuments
- Église Saint-Rémi d'Autreville
- Monument aux morts
- Calvaire

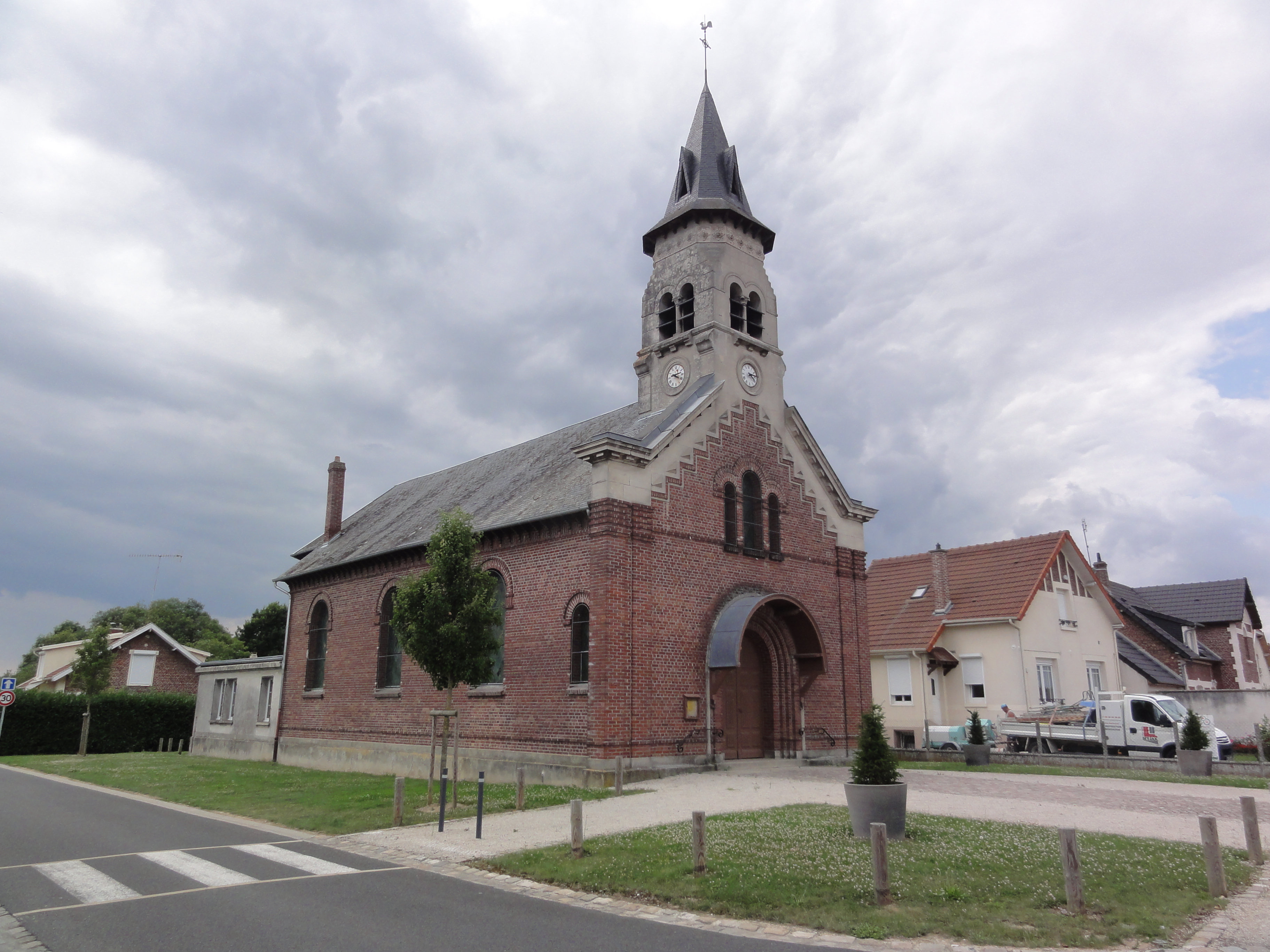
Église Saint-Rémi.
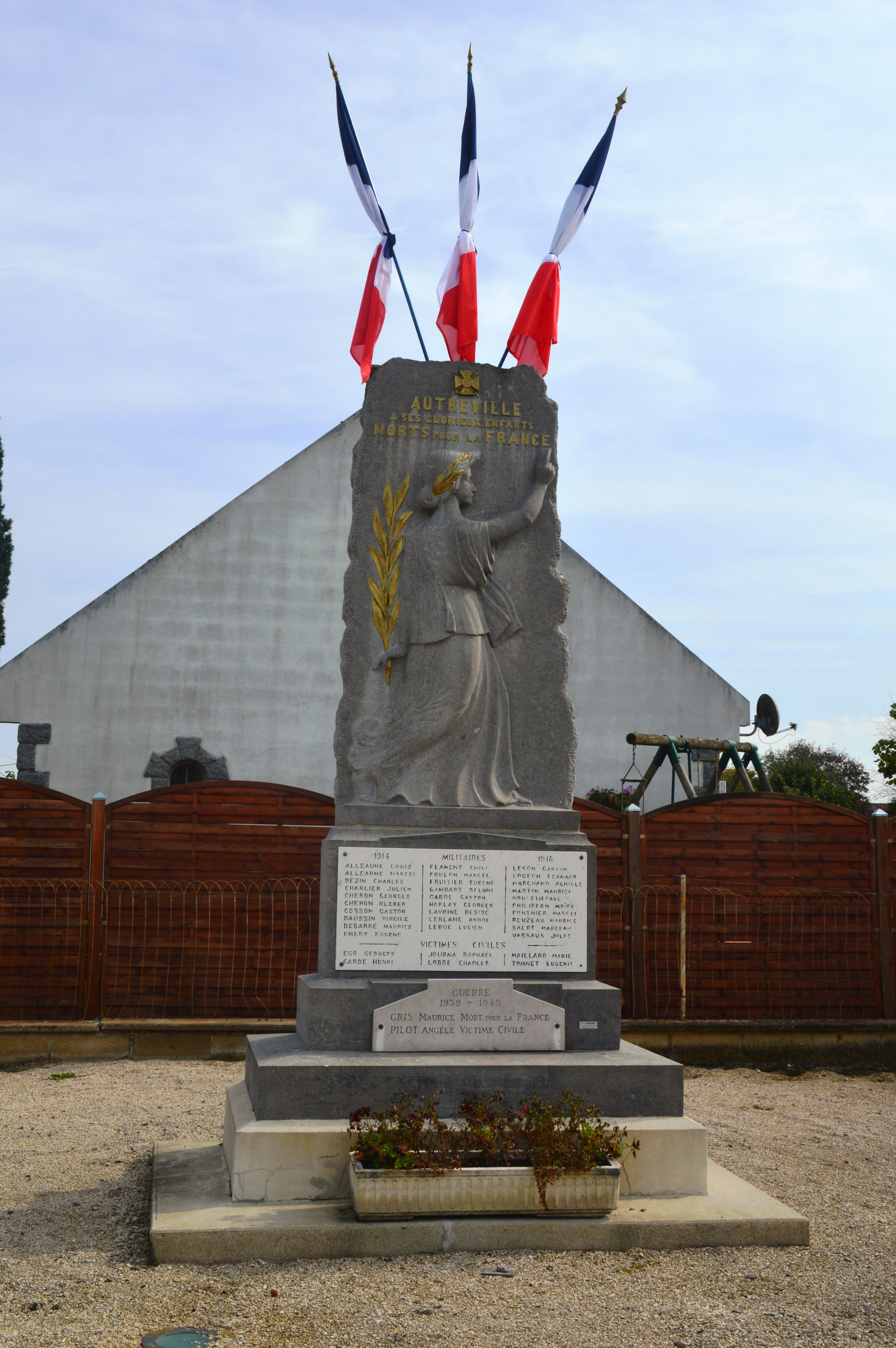
Monument aux morts.
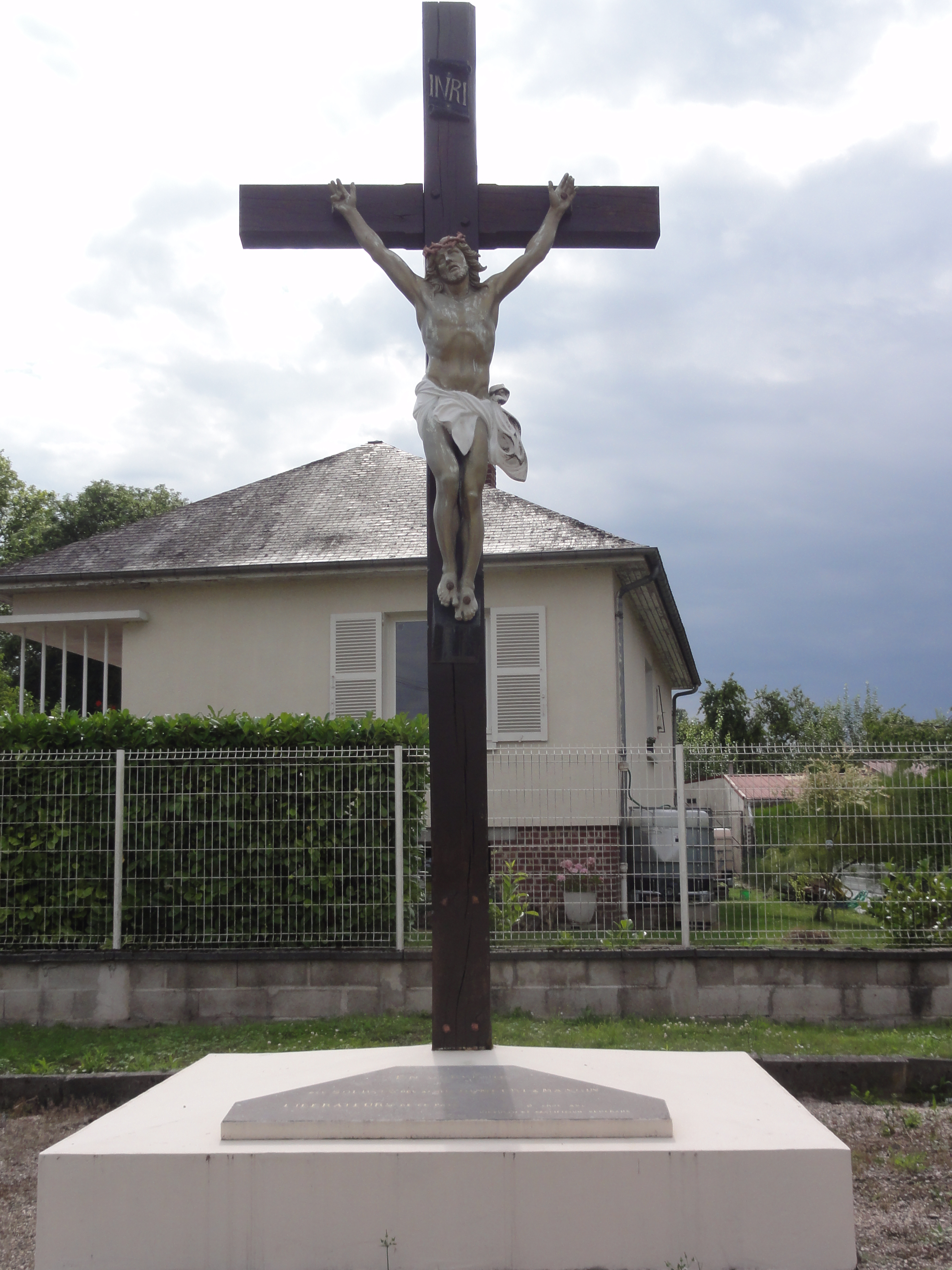
Calvaire.

### Autreville et les arts
Un village L'Aventure est cité dans le poème d'Aragon, Le Conscrit des cent villages, écrit comme acte de Résistance intellectuelle de manière clandestine au printemps 1943, pendant la Seconde Guerre mondiale.
Il n'existe pas de commune de ce nom en France métropolitaine, ni dans les DOM-TOM.
Toutefois, le Géoportail de l'IGN trouve sous ce nom un hameau d'Autreville. Compte tenu de la taille de ce hameau, la localisation à cet endroit du village cité dans le poème n'est pas convaincante et il est préférable de retenir que L'aventure est un hameau du Bec Hellouin.

### Personnalités liées à la commune
- Marie Alexandre de Théis (1738-1796) : écrivain, est mort au château de l'Aventure.
- Constance de Théis (1767-1845) : sa fille, vécut longtemps au château de l'Aventure.

## Pour approfondir